# Вільям Вайт (хокеїст на траві)
Вільям Вайт (англ. William White, 2 травня 1920 — 19 лютого 1990) — британський хокеїст на траві.
Срібний призер Олімпійських Ігор 1948 року.